# Port lotniczy Lastourville
Port lotniczy Lastourville (ICAO: FOOR, IATA: LTL) – krajowy port lotniczy położony w Lastourville, w Gabonie.